# A.E. Nordenskiöldcollectie

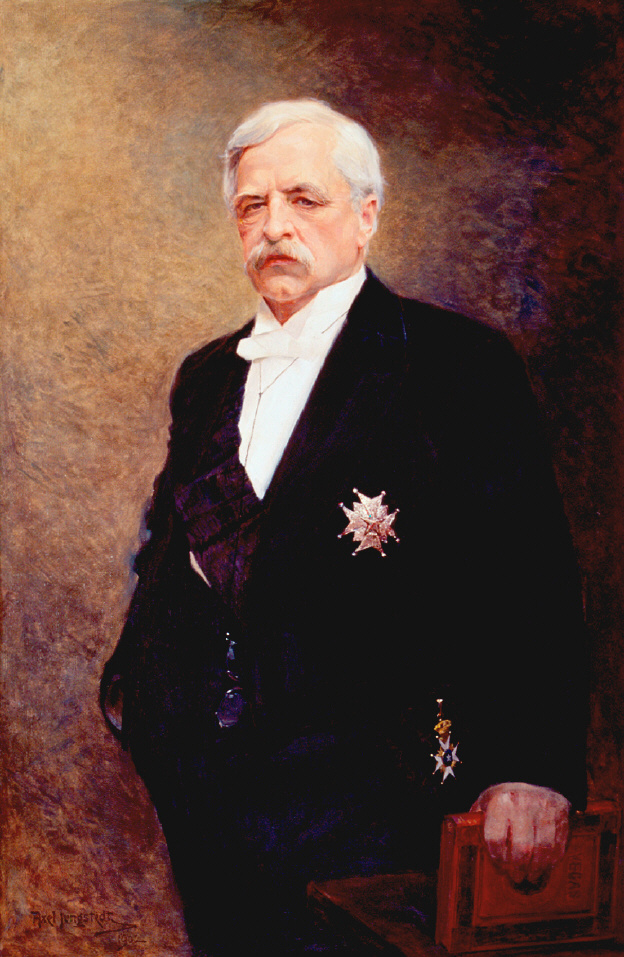
Portret van Nordenskiöld door Axel Jungstedt (1902)

De A.E. Nordenskiöldcollectie is een uitgebreide cartografieverzameling van de oudheid tot de moderne tijd die eigendom was van Adolf Erik Nordenskiöld, een Finse poolonderzoeker en cartograaf. De collectie is in 1997 opgenomen in de Werelderfgoedlijst voor documenten van de Unesco.

## Achtergrond
Adolf Erik Nordenskiöld (1832-1901) was een Finse geoloog, mineraloog, poolonderzoeker en cartograaf uit de negentiende eeuw. Hij werkte vooral in dienst van Zweden en is bekend door zijn verkenning van Groenland en Spitsbergen. Hij was de eerste die de Noordoostelijke Doorvaart doorvoer met zijn stoomboot Vega en op die manier China bereikte. Nordenskiöld maakte verslagen van zijn ontdekkingsreizen en schreef ook werken over het poolgebied en over de geschiedenis van de cartografie. Nordenskiölds interesse voor reisliteratuur en voor verhalen over ontdekkingsreizen werd versterkt door zijn eigen ontdekkingsreizen.

## Inhoud van het erfgoed
De collectie wordt door Unesco omschreven als een van de uitgebreidste en meest complete in haar soort. Zij omvat de oudst gedrukte cartografische atlassen, aardrijkskundige werken en reisverhalen. In totaal bestaat de verzameling uit zo'n 5000 volumes, waaronder 180 werken geschreven door Nordenskiöld zelf. Nordenskiöld verwierf aanvankelijk vooral werken van vóór 1570, het jaar waarin Ortelius' atlas Theatrum Orbis Terrarum verscheen en een nieuw tijdperk in de geschiedenis van de cartografie inluidde. Deze werken zijn de waardevolste van de collectie. Hieronder bevinden zich bijvoorbeeld 123 boeken over cartografie gedrukt vóór 1500, een atlas van de Italiaanse cartograaf Antonio Lafreri en 49 gedrukte ptolemeïsche atlassen. Later bracht Nordenskiöld ook werken uit de 17e en 18e eeuw onder in zijn collectie. De universiteit van Helsinki kocht de verzameling in 1902 over van Zweden, op verzoek van Nordenskiöld zelf.
De Unesco omschrijft het belang van de collectie op verschillende vlakken. Nordenskiöld gebruikte de werken in zijn collectie als basis voor zijn eigen werken. De verzameling droeg op deze manier bij aan de kennis over de vorming van de gekende wereld. Zij toont de toenemende kennis over de gekende wereld en de vernieuwingen in de geschiedenis van de cartografie en de scheepvaart. De verzameling toont ook de invloed van ontdekkingsreizen op handel, scheepvaarttechnologie en politieke macht, van de oudheid tot de moderne tijd. Daarnaast bevat de collectie ook vroege beschrijvingen van vreemde volkeren en hun gewoontes in nieuwe en ongekende streken, van de oudheid tot de 19e eeuw. Verder is de verzameling ook een getuige van de vooruitgang van de boekdrukkunst, doorheen de geschiedenis van de cartografie. Zij omvat werken van Italiaanse, Nederlandse, Duitse en Franse drukkerijen van de 15e tot de 19e eeuw. Ten slotte heeft de collectie ook een spirituele waarde in haar beschrijving van de zoektocht van de mens naar vernieuwing en nieuwe ontdekkingen.